# Éditions de l'Oxymore
Oxymore est une maison d'édition française spécialisée dans les littératures de l'imaginaire (fantasy, fantastique, science-fiction), active de 1999 à 2006.
Elle ne doit pas être confondue avec les éditions Oxymore, spécialisées dans la bande dessinée et créées en 2023 par Mourad Boudjellal.

## Parcours de la maison d'édition
Les éditions de l'Oxymore sont créées en 1999 par une équipe composée des membres fondateurs et actifs du Cercle d'Étude Vampirique, en particulier Léa Silhol (direction littéraire et artistique, relations presse), Natacha Giordano (direction commerciale), Greg Silhol (direction technique), et Alain Pozzuoli. On retrouve parmi les artistes, auteurs, collaborateurs de l'Oxymore d'autres membres du CEV et contributeurs de la revue Requiem, tels Dorian Machecourt, PFR, Sébastien Bermès. Les activités de la maison d'édition prolongent d'ailleurs celles de l'association, puisque les 10 numéros de la revue Requiem seront diffusés par l'Oxymore, qui inaugure également son catalogue avec la publication en 1999 de Vampire : Portraits d'une Ombre (Léa Silhol dir.), réunissant entre autres les Actes du colloque « Boire du sang, boire des paroles » qui fut tenu lors des cérémonies du Centenaire Dracula organisées à Montpellier par le CEV (27-30 novembre 1997).
Après le premier ouvrage de sa collection d'essais Comme des Ozalids, la maison d'édition poursuit son activité par la création d'une collection d'anthologies thématiques, « Emblémythiques » (qui démarre en décembre 1999 avec Ainsi Soit l'Ange, Léa Silhol dir., et aborde par la suite les thèmes et figures des fées, des femmes obscures, des créatures chimériques ou mythologiques) — laquelle se verra dotée par la suite, en 2001, d'une « petite sœur spirituelle » fondée sur le même principe thématique, l'anthologie périodique Emblèmes, revue à parution trimestrielle. En avril 2003, une troisième collection vouée à la nouvelle, « Épreuves », est composée de recueils de la nouvelle génération d'auteurs francophones. Les éditions de l'Oxymore montent également une collection dédiée au fantastique et à l'occulte, « Manières Noires », et une collection de « Fantasy atypique », « Moirages », où sont publiés recueils, romans et anthologies. « Gemmail », enfin, estampillée « Cartes de l'Obsession », a pour principe l'exploration thématique de l'œuvre d'un écrivain, comme les figures du vampire chez Tanith Lee, dans l'unique volume de la collection, Écrit avec du Sang.
En 2002, le travail des éditions de l'Oxymore est distingué par l'attribution du prix Bob Morane, catégorie Coup de cœur. Certaines de leurs publications se voient également saluées par des prix : La Sève et le Givre, premier roman de Léa Silhol, reçoit le prix Merlin en 2003 ; l'anthologie Traverses (Léa Silhol dir.), consacrée à la fantasy urbaine, est primée la même année aux Imaginales pour la nouvelle de Kristine Kathryn Rusch L'Étrangeté du Jour ; le même prix Imaginales est attribué en 2005 au recueil de Léa Silhol Musiques de la Frontière, tandis que Mélanie Fazi reçoit le Grand prix de l'Imaginaire pour son premier recueil publié, Serpentine. Au fil des années, d'autres nouvelles publiées ou ouvrages dans leur intégralité sont remarqués par des nominations ; le Grand Prix de l'Imaginaire a également, deux années de suite, en 2004 et 2005, nommé dans sa catégorie graphisme deux illustrateurs de l'Oxymore, Christopher Shy (en) pour la couverture de Traverses, puis Dorian Machecourt pour son travail sur le roman de Tanith Lee Aara.
À partir de 2005, toutefois, la dégradation du marché du livre commence à se répercuter sur l'activité de la maison d'édition. La revue Emblèmes, où étaient parus 18 numéros entre février 2001 et août 2005, ralentit le rythme : annoncé pour octobre 2005 et décalé, l'Emblèmes 16 / Cinq Sens ne voit finalement pas le jour, l'Oxymore ayant annoncé en juin 2006 la nécessité d'arrêter cette série d'anthologies périodiques. Il en va de même pour Traverses II, opus de fantasy urbaine dirigé par Léa Silhol, qui devait paraître en février 2006.
Le 24 juillet 2006, la société Oxymore est mise en liquidation judiciaire.
Le 9 août 2006, les éditions de l'Oxymore annoncent par un communiqué sur leur site que la maison ferme ses portes, « [v]ictime de la crise terrible qui secoue le monde du livre depuis un an et plus ».
Porte-parole de l'équipe, Léa Silhol publie sur cette fin deux tribunes libres, où elle commente l'état du marché du livre et du milieu de l'imaginaire français, et appelle les lecteurs à s'impliquer pour les livres qu'ils aiment, et les artistes et éditeurs à ne pas céder à la facilité ni à la frilosité :
- Happiness in slavery (la philosophie dans le foutoir)[22], sur le site ActuSF (octobre 2006)
- Fandom / Fuckdom, in Galaxies #42  (mai 2007)

Bien qu'ayant cessé ses activités éditoriales, l'équipe de l'Oxymore tient pendant un temps sur son profil Myspace un espace de suivi de ses auteurs, où sont répercutées rééditions et nouvelles parutions chez d'autres éditeurs.
En 2013, les éditions de l'Oxymore se manifestent pour condamner le projet du Registre des Livres Indisponibles en Réédition Électronique, qui pourrait concerner les plus anciens de leurs titres (Vampire : Portraits d'une Ombre, Ainsi Soit l'Ange).

## Identité graphique
L'Oxymore donne une place particulière aux illustrations et apporte plus généralement un soin à la forme de l'ouvrage. 

« Papier, maquette, illustrations, couverture, matités, brillances... tout doit être organisé, pensé pour parfaire l'ouvrage. »

La maison d'édition s'attache à publier des livres de collection : éditions limitées numérotées, tirages de tête (généralement de 300 livres numérotés), et publication pour certains titres d'une version collector, estampillée « Fission », limitée (entre 50 et 99 exemplaires), signée par l'auteur, voire les illustrateurs, et agrémentée d'une couverture différente.
Les collections se déclinent en trois formats : la majeure partie des titres, y compris la revue Emblèmes, y sont édités en 20 x 15,5 cm. La collection Épreuves est plus proche d'un format semi-poche en 18 x 14 cm, et Comme des Ozalids bascule à mi-parcours du format typique à une taille supérieure (22,6 x 17,5 cm), plus propice à l'édition d'ouvrages de référence comme le Lexique du Vampire (Alain Pozzuoli) et l'Encyclopédie des Fantômes et des Fantasmes. Tous les ouvrages sont brochés.

## Esprit éditorial
Consacrée aux littérature de l'imaginaire, la maison d'édition refuse la fantasy commerciale et favorise le mélange des genres.
Au sein de la maison d'édition, Léa Silhol et Natacha Giordano affirment « ne publier que ce qu'on aime, ».
Les appels à textes des anthologies de l'Oxymore sont ouverts à tous les auteurs, expérimentés ou débutants,.

## Appel « Auteurs Sans Fascisme »
En avril 2002, la maison d'édition se mobilise contre la présence du Front national au second tour des élections présidentielles. Léa Silhol lance aux auteurs des milieux de l'imaginaire français un appel à « pétition littéraire », à laquelle participent les membres de l'équipe, et rassemble ainsi nouvelles, illustrations, billets d'humeur et autres formes d'engagement sur une page du site des éditions de l'Oxymore, qui fournit de plus des bannières pour les sites qui voudraient s'associer à l'initiative du collectif Auteurs Sans Fascisme. Plus d'une centaine de contributions sont ainsi publiées.

## Catalogue

### Collection d'essaisComme des Ozalids
- Léa Silhol, Vampire : Portraits d'une ombre, 3e trimestre 1999

- André-François Ruaud, Le Dictionnaire Féerique, mars 2002

- Alain Pozzuoli, Dracula : Le Lexique du Vampire, mai 2005

- Jérôme Noirez, Encyclopédie des Fantômes et des Fantasmes, novembre 2005

### CollectionManières noires
- Robert Weinberg, Le Baiser de l'Homme Mort, juillet 2000

- Tanith Lee, La Danse des Ombres, septembre 2005

### CollectionGemmail
- Tanith Lee, Écrit avec du Sang (Léa Silhol dir.), juin 2002

### CollectionMoirages
- Storm Constantine, Enterrer l'Ombre, juin 2001

- Storm Constantine, Exhumer l'Ombre, novembre 2001

- Léa Silhol (dir.), Traverses, juillet 2002

- Léa Silhol, La Sève et le Givre, octobre 2002

- Tanith Lee, Aara ~ Aradia I, novembre 2003

- André-François Ruaud (dir.), Magie Verte, novembre 2003

- Léa Silhol, La Tisseuse, janvier 2004

- Tanith Lee, Thenser ~ Aradia II, avril 2004

- Léa Silhol, Musiques de la Frontière, novembre 2004

### CollectionEmblémythiques
- Ainsi soit l’Ange, Léa Silhol (dir.), décembre 1999

- Il était une Fée, Léa Silhol (dir.), octobre 2000

- Lilith et ses Sœurs, Léa Silhol (dir.), novembre 2001

- Chimères, Natacha Giordano (dir.), mai 2003

- Mythophages, Léa Silhol (dir.), septembre 2004

### AnthologieEmblèmes
- Emblèmes 1 : Vampyres, Léa Silhol (dir.), février 2001
- Emblèmes 2 : Sortilèges, Natacha Giordano (dir.), mai 2001
- Emblèmes 3 : Momies, Alain Pozzuoli (dir.), août 2001
- Emblèmes 4 : Rêves, Natacha Giordano (dir.), décembre 2001
- Emblèmes 5 : Venise Noire, Léa Silhol (dir.), février 2002
- Emblèmes 6 : Extrême Orient, Greg Silhol (dir.), 2002
- Emblèmes 7 : La Mort / ses Vies, Léa Silhol (dir.), 2002
- Emblèmes 8 : Cités perdues, Alain Pozzuoli (dir.), 2003
- Emblèmes Hors-Série 1 : La Mort / ses Œuvres, Léa Silhol (dir.), mars 2003
- Emblèmes 9 : La Route, Jess Kaan & Greg Silhol (dir.), mai 2003
- Emblèmes 10 : Sociétés secrètes, Alain Pozzuoli (dir.), septembre 2003
- Emblèmes 11 : Doubles & Miroirs, Léa Silhol (dir.), décembre 2003
- Emblèmes 12 : Polar, Sire Cédric (dir.), mars 2004
- Emblèmes Spécial 1 : Tanith Lee, Léa Silhol (dir.), juillet 2004
- Emblèmes 13 : La Mer, Natacha Giordano (dir.), août 2004
- Emblèmes Hors-Série 2 : Les Fées, Léa Silhol (dir.), octobre 2004
- Emblèmes 14 : Les Portes, Antoine Lencou (dir.), février 2005
- Emblèmes 15 : Trésors, Estelle Valls de Gomis (dir.), août 2005

### CollectionÉpreuves
- Ep/S1 : Claude Mamier, Récits des Coins d'Ombre, avril 2003

- Ep/S2 : Léa Silhol, Conversations avec la Mort, mai 2003

- Ep/S3 : Léo Henry, Les Cahiers du Labyrinthe, septembre 2003

- Ep/S4 : Mélanie Fazi, Serpentine, janvier 2004

- Ep/S5 : Jess Kaan, Dérobade, mai 2004

- Ep/S6 : Armand Cabasson, Loin à l’Intérieur, mai 2005

- Ep/S7 : Lélio, Douze Heures du Crépuscule à l'Aube, septembre 2005

### ÉditionsFissions
- Robert Weinberg, Le Baiser de l'Homme Mort, juillet 2000

- Storm Constantine, Enterrer l'Ombre, juillet 2001

- Storm Constantine, Exhumer l'Ombre, novembre 2001

- Tanith Lee, Écrit avec du Sang, juin 2002

- Léa Silhol, La Sève et le Givre, octobre 2002

- Léa Silhol, La Tisseuse, janvier 2004

- Léa Silhol, Musiques de la Frontière, novembre 2004

- Tanith Lee, La Danse des Ombres, septembre 2005

## Prix littéraires
En 2002, les éditions de l'Oxymore ont reçu le prix Bob Morane pour la qualité de l'ensemble de leurs publications. La maison a de plus été nommée au Prix Spécial du Grand Prix de l'Imaginaire à deux reprises, en 2003 et 2004.
Certains titres à leur catalogue ont également été primés :
- Prix Merlin 2003, catégorie roman, pour La Sève et le Givre de Léa Silhol[15]
- Prix Imaginales 2003, catégorie nouvelle, pour L'Étrangeté du Jour de Kristine Kathryn Rusch, in anthologie Traverses[16]
- Prix Imaginales 2005, catégorie nouvelle, pour Musiques de la Frontière de Léa Silhol[16]
- Grand prix de l'Imaginaire 2005, catégorie nouvelle, pour Serpentine de Mélanie Fazi[17]
- Prix de l'Armée des 12 Singes 2005, catégorie anthologies, prix du public & prix du jury, pour Dérobades, de Jess Kaan[33]
- Prix de l'Armée des 12 Singes 2005, catégorie essais & études, prix du public pour Emblèmes HS2 / Les Fées
- Prix Littré 2006 pour Loin à l'Intérieur d'Armand Cabasson[34]

D'autres furent nommés :
- Au Prix Merlin :
  - De la Noirceur de l'Encre de Lélio, in Emblèmes 7 / La Mort... Ses Vies, catégorie nouvelle, 2003
  - Trolleriet de Luvan, in Traverses, catégorie nouvelle, 2003
  - Vado Mori de Léa Silhol, in Emblèmes 9 / La Route, catégorie nouvelle, 2004
- Au Prix Rosny-Aîné[35] :
  - Le Coup du lapin de Fabrice Colin, in Emblèmes 2 / Sortilèges, catégorie nouvelle, 2002
  - Il ne neige pas à Frontier de Léa Silhol, in Emblèmes 2 / Sortilèges, catégorie nouvelle, 2002
  - La Sève et le Givre de Léa Silhol, catégorie roman, 2003
  - De la Noirceur de l'Encre de Lélio, in Emblèmes 7 / La Mort... Ses Vies, catégorie nouvelle, 2003
  - Conversations avec la Mort de Léa Silhol, catégorie roman, 2004
  - Serpentine de Mélanie Fazi, catégorie nouvelle, 2005
- Au Prix Imaginales :
  - Le Roi des Billes de Gary A. Braunbeck, in Traverses, catégorie nouvelle, 2003
  - Leçon de Nuit de Fabrice Colin, in Traverses, catégorie nouvelle, 2003
  - L'Homme qui vola la Lune de Tanith Lee, in Emblèmes spécial Tanith Lee, catégorie nouvelle, 2005
  - Fantômes du Vent et de l'Ombre de Charles de Lint, in Emblèmes HS2 / Les Fées, catégorie nouvelle, 2005
  - Un Chant d'Été de Justine Niogret, in Emblèmes HS2 / Les Fées, catégorie nouvelle, 2005
- Au Grand Prix de l'Imaginaire :
  - Passer la Rivière sans Toi de Fabrice Colin, in Il était une Fée, catégorie nouvelle francophone, 2002
  - Il était une Fée dirigée par Léa Silhol, Prix spécial, 2002
  - La Cité travestie de Mélanie Fazi, in Emblèmes 5 / Venise Noire, catégorie nouvelle francophone, 2003
  - Reflets éternels de Alice Yvernat, in Lilith et ses Sœurs, catégorie nouvelle francophone, 2003
  - Leçon de Nuit de Fabrice Colin, in Traverses, catégorie nouvelle francophone, 2004
  - L'Étrangeté du Jour de Kristine Kathryn Rusch, in Traverses, catégorie nouvelle étrangère, 2004 (nomination conjointe avec sa nouvelle Les filles de la baleine, in Asphodale 3)
  - Christopher Shy pour la couverture de Traverses, catégorie graphisme, 2004
  - Dorian Machecourt pour les illustrations de Aara, catégorie graphisme, 2005
  - Caniculaire d'Elisabeth Ebory, in Mythophages, catégorie nouvelle francophone, 2006
  - Musiques de la Frontière de Léa Silhol, catégorie nouvelle francophone, 2006